# Western (línea Rosa)
Western es una estación en la línea Rosa del Metro de Chicago. La estación se encuentra localizada en 2009 South Western Avenue en Chicago, Illinois. La estación Western fue inaugurada el 7 de septiembre de 1896.  La Autoridad de Tránsito de Chicago es la encargada por el mantenimiento y administración de la estación.

## Descripción
La estación Western cuenta con 1 plataforma central y 2 vías. 

## Conexiones
La estación es abastecida por las siguientes conexiones de autobuses: 
- Rutas del CTA Buses: #21 Cermak, #49 Western